# Svatý rok 1475
Jubilejní Svatý rok 1475 (6. řádné univerzální jubileum) byl vyhlášen papežem Pavlem II. bulou Ineffabilis providentia z 19. dubna 1470. Navazuje na cyklus svatých roků, který byl zahájen v roce 1300. Pavel II. se Svatého roku 1475 nedočkal, protože zemřel 26. července 1471, a jubilejní rok se stal až záležitostí jeho nástupce Sixta IV. Původní padesátiletá periodicita jubileí stala pětadvacetiletou.
Aby se celý katolický svět shromáždil v Římě, pozastavil Sixtus IV. během jubilejního roku všechny plnomocné odpustky mimo Řím. Byla použita nová technologie, tiskařský lis, který v roce 1444 objevil Johannes Gutenberg. Jubilejní buly, úmysly pro cestu poutníků a modlitby, které se měly odříkávat na svatých místech, byly poprvé napsány moderním písmem tiskařského stroje. Od tohoto jubilea se začal používat jednoduchý a výstižný název „Svatý rok“, který se zachoval do 21. století. Sixtus IV. upřednostňoval výstavbu mnoha urbanistických a architektonických děl, aby připravil město na přijetí poutníků. Mezi ně patřil i most Ponte Sisto, který Sixtus IV. nechal postavit, aby usnadnil příliv věřících. Avšak řeka Tibera se v roce 1475 natolik rozvodnila, že se jubileum s malým počtem poutníků muselo odložit až na rok 1476.

## Nový intervalSvatých roků

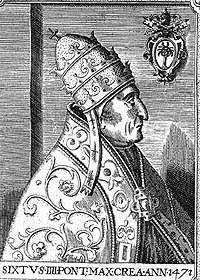
Papež Sixtus IV., za jehož pontifikátu proběhl Svatý rok 1475

Pavel II. si uvědomoval, že Milostivé léto resp. Svatý rok 1450, který vyhlásil Mikuláš V. byl velikým přínosem pro církev, a proto zkrátil dobu mezi jednotlivými svatými roky z 50 na 25 let. Pavel II. tedy neodvolatelně nařídil, aby se Svaté roky slavily od roku 1475 každých 25 let, aby každá generace měla možnost je zažít. Důvodem byl krátků věk lidského života způsobený morovými ranami, nemocemi, pronásledováními křesťanů Turky a jinými pohromami. Šlo tedy o to, aby každá lidská generace měla příležitost k usmíření s Bohem. V bule je poprvé Svatý rok definován jako „jubilejní rok plnomocného odpuštění, milosti a usmíření lidského pokolení s naším láskyplným Spasitelem“. V bule je zdůrazněna také moc papeže, který „jako vikář Ježíše Krista“ rozdílí „z pokladů svatosvaté římské církve“ „tyto nejhojnější milosti smíření a odpuštění“. Ve vlastním smyslu je text buly fakticky stručný traktát nauky o zásluhách a odpustcích. V dobovém kontextu je naukový obsah buly v souvislosti se snahou po získávání co největších odpustků. Promítla se do ní i zbožnost pozdního středověku vyjádřená hnutím devotio moderna (nová zbožnost), která v té době byla stále ještě aktuální.

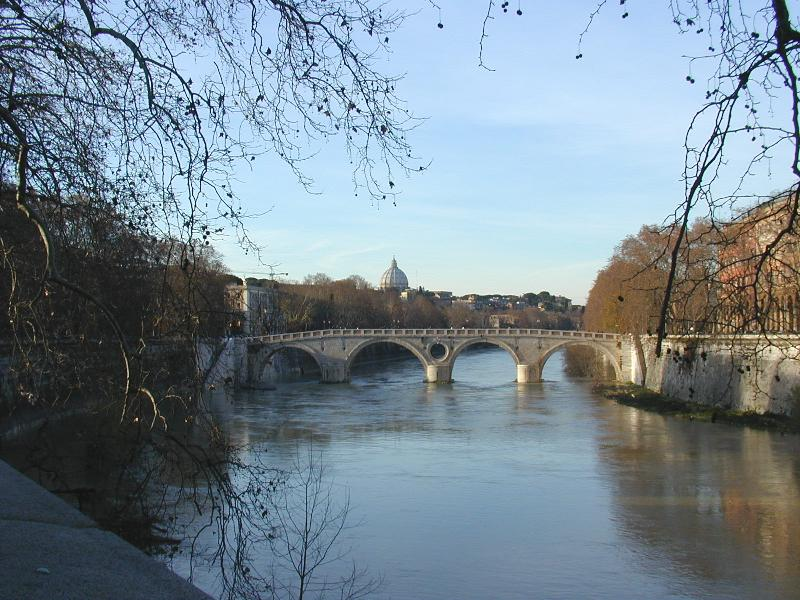
Most přes řeku Tiberu Ponte Sisto

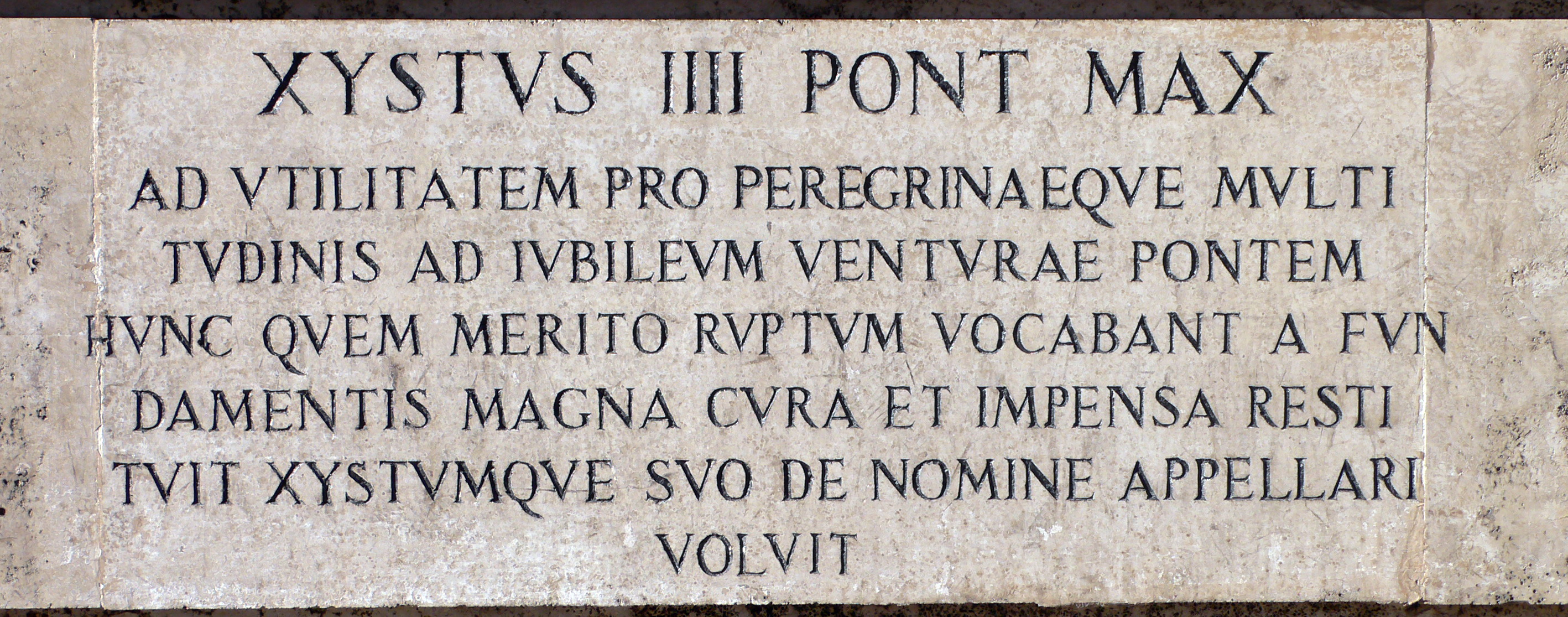
Nápis na Ponte Sisto na levém břehu Tibery připomínající Sixta IV. a „jeho“ jubilejní rok

Sixtus IV. potvrdil slavení Svatého roku, který stanovil jeho předchůdce bulou Quemadmodum operosi z 29. srpna 1473. Udělal však malou změnu. Odvolal možnost získat odpustky místně, aby podpořil pouť do Říma během onoho roku, neboť mnoha církevním ústavům udělovali papežové odpustky „ad instar Iubilaei“ (stejné jako jubilejní), což se někdy stávalo předmětem přehmatů. Toto rozhodnutí papeže mělo do Říma přispět k příchodu velkého počtu poutníků, co se ovšem nestalo. Svatý rok se naopak stal chabou ozvěnou předchozích svatých roků. Důvodů bylo několik. Bránily tomu politické poměry velkých států, které měly vliv i na papežský stát a Řím. Ty pak ztěžovaly možnost poutě. Není také jasné, zda byly tyto papežské jubilejní odpustky vyhlašovány po celé Evropě tak, jako tomu bylo u jiných odpustků. V tomto ohledu však chybí dostatek informací.
Ačkoliv Sixtus IV., původce slavné Sixtinské kaple uvnitř papežského paláce, byl mužem zbožným, často byl zapleten jako hlava papežského státu v neustálých intrikách a sporech mezi italskými a mimoitalskými knížaty, nejednou vlivem svých nehodných příbuzných, kterým svěřoval důležitá politická poslání. V jeho období se také rozbujel nepotismus ve velkém stylu. Byl však zároveň velkým mecenášem humanistů a praktickým budovatelem vatikánské knihovny. Nedosahoval však velikostí osobnosti stylu Mikuláše V., který slavil předchozí jubilejní rok a tak se stalo, že Svatý rok 1475 v dějinách poněkud zapadl. Sixtus IV. sice Řím připravil opravou zříceného mostu Ponte Sisto a baziliky svatého Petra, ale i on sám byl zneklidněn malým počtem poutníků, kteří přisli do Říma. Došlo to tak daleko, že pohrozil kazatelům, kteří neustávali kázat možnost získat odpustky i jinde, církevními tresty, aby tak upozornil na závažnost zvláštních plnomocných jubilejních odpustků.

#### Studie a články
- Anni Santi (Gli). Torino: [s.n.], 1934. (italsky)
- BARGELLINI, Piero. L'Anno Santo nella storia, nella letteratura e nell’ arte. Florencie: [s.n.], [1974]. 318 s. (italsky)
- CASTELLI, Giulio. Gli Anni Santi. Il grande perdono. Rocca S. Casciano: [s.n.], 1949. (italsky)
- CECCHETTI, I. The Sublime City. Washington – Řím: Frediani G, 1950. (anglicky)
- CECCHETTI, I. Roma nobilis. L’idea, la missione, le memoria. Il destino di Roma. Řím: Cechetti I., 1950. (italsky)
- Storia e typografia dell’ Anno Santo. Vatikán: Comitato centrale per l’Anno Santo, 1974. (italsky)
- DE BLASI, Jolanda. Giubileo. Racconto di sei secoli e mezzo (1300–1950). Florencie: Del Turco Ed., 1950. 624 s. (italsky)
- DI MEGLIO, S. Breve storia dell’Anno Santo. Siena: [s.n.], 1973. (italsky)
- DUMEIGE, G. L’accueil de Rome aux pelegrins du Jubilé de 1575 (přednáška v Centre d’Études saint Louis de France, 10. prosince 1974). [s.l.]: [s.n.] (francouzsky)
- DVPRÉ THESEIDER, E. Roma dal Comune del popolo alla Signoria pontificia (1252–1377). [s.l.]: [s.n.], 1952. (italsky)
- FRUGONI, A. La devozione dei Bianchi del 1399. In:  L’attesa dell’età nuova nella spiritualità della fine del medio evo. [s.l.]: Todi, 1962. S. 232–248. (italsky)
- GALUZZI, A. Gli Anni Santi nell’età moderna, v: Schede di storia della Chiesa nell’età moderna. Řím: [s.n.], 1994–19952. S. 265–324. (italsky)
- GORDINI, G. D. Storie dei pellegrini, di briganti e di anni santi, (Chiesa sotto inchiesta, 3). Torino: [s.n.], [1974]. (italsky)
- MARONI LOMBROSO, M; MARTINI, A. Le confraternite romane nelle loro Chiese. Řím: [s.n.], 1963. (italsky)
- MARTIRE, E. Santi e Birboni. Luci ed ombre nella storia dei giubilei. Milano: [s.n.], 1950. (italsky)
- MELIS, F. Movimenti di popoli e motivi economici nel giubileo del 1400; v: Miscellanea Gilles Gerard Meerseman, I,. Padova: [s.n.], 1970. S. 343–367. (italsky)
- Mostra documentaria degli Anni Santi (1300–1975). Vatikán: [s.n.], 1975. (italsky)
- PASTOR, L., von. Storia dei papi dalla fine del medio evo ..., 20 sv.. 1950–1963 (fototypické vyd. 1971). vyd. Řím: [s.n.] (italsky)
- POLC, Jaroslav Václav. De origine festi Visitazione. Řím: (Coronas Lateranensis, 9A), 1967. (italsky)
- POLC, Jaroslav Václav. La festa della Visitazione e il Giubileo del 1390. Rivista di storia della Chiesa in Italia 29. 1975, s. 149–172. (italsky)
- SCHMIDT, H. Bullarium Anni Sancti. Řím: [s.n.], 1949. (latinsky)
- SECRET, F. Le „Tractatus de anno Jubilaei de Lazaro da Viterbo. Grégoire XIII e la Kabbale chrétiénne, Rinascimento“, serie II., 6. 1966, s. 305–333. (italsky)
- Storia e topografia dell’Anno Santo. Vatikán: Comitato centrale per l’Anno Santo, 1974. (italsky)

#### Periodika
- Acta Sanctae Sedis (–1904). Acta Apostolicae Sedis. (–1904). (latinsky)
- Anno Santo, Řím. 1973–1975. (italsky)
- Civiltà Cattolica (La), Řím (italsky)
- Jubilaeum. Ephemerides Anni Sancti, Città del Vaticano. [1974/1975].
- Nový život, Řím
- L'Osservatore Romano, Città del Vaticano (italsky)